# Lagaffe mérite des baffes
Lagaffe mérite des baffes est l'album 13 dans la série originale de Gaston. Il parait en 1979. Dans l'édition originale, Prunelle fait une apparition en fin d'album pour signaler que « En grand format, il n'y a pas, il n'y aura jamais d'album Gaston no 5 ». Le premier tirage a été de 700 000 exemplaires.

### Documentation
- Jean Léturgie, « Lagaffe mérite des baffes », Schtroumpfanzine, no 35,‎ novembre 1979, p. 23.